# Đông Lệ
Đông Lệ (chữ Hán giản thể: 东丽区, âm Hán Việt: Đông Lệ khu) là một quận thuộc thành phố trực thuộc trung ương Thiên Tân, Cộng hòa Nhân dân Trung Hoa. Đông Lệ nguyên là một quận nằm ở ngoại vi của Thiên Tân. Quận Đông Lệ nằm ở bờ bắc hạn lưu Hải Hà. Chính quyền quận đóng tại nhai đạo Trương Quý Trang. Về mặt hành chính, quận Đông Lệ được chia thành các đơn vị hành chính gồm 5 nhai đạo, 3 trấn và 1 hương.
- Nhai đạo biện sự xứ: Trương Quý Trang, Phong Niên Thôn, Trình Lâm Trang, Vô Hà, Tân Lập.
- Trấn: Quân Lương Thành, Đại Tất Trang, Hoa Minh.
- Hương: Ma Lục Kiều.

## Khí hậu
| Dữ liệu khí hậu của Đông Lệ, elevation 2 m (6,6 ft), (1991–2020 normals, extremes 1981–2010) | Dữ liệu khí hậu của Đông Lệ, elevation 2 m (6,6 ft), (1991–2020 normals, extremes 1981–2010) | Dữ liệu khí hậu của Đông Lệ, elevation 2 m (6,6 ft), (1991–2020 normals, extremes 1981–2010) | Dữ liệu khí hậu của Đông Lệ, elevation 2 m (6,6 ft), (1991–2020 normals, extremes 1981–2010) | Dữ liệu khí hậu của Đông Lệ, elevation 2 m (6,6 ft), (1991–2020 normals, extremes 1981–2010) | Dữ liệu khí hậu của Đông Lệ, elevation 2 m (6,6 ft), (1991–2020 normals, extremes 1981–2010) | Dữ liệu khí hậu của Đông Lệ, elevation 2 m (6,6 ft), (1991–2020 normals, extremes 1981–2010) | Dữ liệu khí hậu của Đông Lệ, elevation 2 m (6,6 ft), (1991–2020 normals, extremes 1981–2010) | Dữ liệu khí hậu của Đông Lệ, elevation 2 m (6,6 ft), (1991–2020 normals, extremes 1981–2010) | Dữ liệu khí hậu của Đông Lệ, elevation 2 m (6,6 ft), (1991–2020 normals, extremes 1981–2010) | Dữ liệu khí hậu của Đông Lệ, elevation 2 m (6,6 ft), (1991–2020 normals, extremes 1981–2010) | Dữ liệu khí hậu của Đông Lệ, elevation 2 m (6,6 ft), (1991–2020 normals, extremes 1981–2010) | Dữ liệu khí hậu của Đông Lệ, elevation 2 m (6,6 ft), (1991–2020 normals, extremes 1981–2010) | Dữ liệu khí hậu của Đông Lệ, elevation 2 m (6,6 ft), (1991–2020 normals, extremes 1981–2010) |
| Tháng                                                                                        | 1                                                                                            | 2                                                                                            | 3                                                                                            | 4                                                                                            | 5                                                                                            | 6                                                                                            | 7                                                                                            | 8                                                                                            | 9                                                                                            | 10                                                                                           | 11                                                                                           | 12                                                                                           | Năm                                                                                          |
| -------------------------------------------------------------------------------------------- | -------------------------------------------------------------------------------------------- | -------------------------------------------------------------------------------------------- | -------------------------------------------------------------------------------------------- | -------------------------------------------------------------------------------------------- | -------------------------------------------------------------------------------------------- | -------------------------------------------------------------------------------------------- | -------------------------------------------------------------------------------------------- | -------------------------------------------------------------------------------------------- | -------------------------------------------------------------------------------------------- | -------------------------------------------------------------------------------------------- | -------------------------------------------------------------------------------------------- | -------------------------------------------------------------------------------------------- | -------------------------------------------------------------------------------------------- |
| Cao kỉ lục °C (°F)                                                                           | 13.0 (55.4)                                                                                  | 19.9 (67.8)                                                                                  | 30.1 (86.2)                                                                                  | 33.1 (91.6)                                                                                  | 38.4 (101.1)                                                                                 | 39.0 (102.2)                                                                                 | 41.1 (106.0)                                                                                 | 36.9 (98.4)                                                                                  | 35.6 (96.1)                                                                                  | 31.0 (87.8)                                                                                  | 23.1 (73.6)                                                                                  | 14.4 (57.9)                                                                                  | 41.1 (106.0)                                                                                 |
| Trung bình ngày tối đa °C (°F)                                                               | 2.1 (35.8)                                                                                   | 5.8 (42.4)                                                                                   | 12.8 (55.0)                                                                                  | 20.8 (69.4)                                                                                  | 26.8 (80.2)                                                                                  | 30.2 (86.4)                                                                                  | 31.6 (88.9)                                                                                  | 30.7 (87.3)                                                                                  | 26.9 (80.4)                                                                                  | 19.8 (67.6)                                                                                  | 10.7 (51.3)                                                                                  | 3.7 (38.7)                                                                                   | 18.5 (65.3)                                                                                  |
| Trung bình ngày °C (°F)                                                                      | −2.8 (27.0)                                                                                  | 0.4 (32.7)                                                                                   | 7.0 (44.6)                                                                                   | 14.8 (58.6)                                                                                  | 21.0 (69.8)                                                                                  | 25.0 (77.0)                                                                                  | 27.2 (81.0)                                                                                  | 26.3 (79.3)                                                                                  | 21.7 (71.1)                                                                                  | 14.3 (57.7)                                                                                  | 5.7 (42.3)                                                                                   | −0.9 (30.4)                                                                                  | 13.3 (56.0)                                                                                  |
| Tối thiểu trung bình ngày °C (°F)                                                            | −6.5 (20.3)                                                                                  | −3.7 (25.3)                                                                                  | 2.4 (36.3)                                                                                   | 9.6 (49.3)                                                                                   | 15.8 (60.4)                                                                                  | 20.6 (69.1)                                                                                  | 23.6 (74.5)                                                                                  | 22.7 (72.9)                                                                                  | 17.4 (63.3)                                                                                  | 9.9 (49.8)                                                                                   | 1.8 (35.2)                                                                                   | −4.3 (24.3)                                                                                  | 9.1 (48.4)                                                                                   |
| Thấp kỉ lục °C (°F)                                                                          | −17.0 (1.4)                                                                                  | −15.9 (3.4)                                                                                  | −9.8 (14.4)                                                                                  | −1.7 (28.9)                                                                                  | 6.7 (44.1)                                                                                   | 10.9 (51.6)                                                                                  | 16.2 (61.2)                                                                                  | 14.9 (58.8)                                                                                  | 6.7 (44.1)                                                                                   | −2.7 (27.1)                                                                                  | −9.3 (15.3)                                                                                  | −14.7 (5.5)                                                                                  | −17.0 (1.4)                                                                                  |
| Lượng Giáng thủy trung bình mm (inches)                                                      | 2.6 (0.10)                                                                                   | 6.0 (0.24)                                                                                   | 6.1 (0.24)                                                                                   | 22.8 (0.90)                                                                                  | 37.7 (1.48)                                                                                  | 78.0 (3.07)                                                                                  | 141.2 (5.56)                                                                                 | 122.3 (4.81)                                                                                 | 54.8 (2.16)                                                                                  | 32.8 (1.29)                                                                                  | 13.5 (0.53)                                                                                  | 3.1 (0.12)                                                                                   | 520.9 (20.5)                                                                                 |
| Số ngày giáng thủy trung bình (≥ 0.1 mm)                                                     | 1.3                                                                                          | 2.3                                                                                          | 2.5                                                                                          | 4.5                                                                                          | 6.2                                                                                          | 9.0                                                                                          | 11.1                                                                                         | 9.8                                                                                          | 6.4                                                                                          | 4.8                                                                                          | 3.0                                                                                          | 2.0                                                                                          | 62.9                                                                                         |
| Số ngày tuyết rơi trung bình                                                                 | 2.5                                                                                          | 2.4                                                                                          | 0.9                                                                                          | 0.1                                                                                          | 0                                                                                            | 0                                                                                            | 0                                                                                            | 0                                                                                            | 0                                                                                            | 0                                                                                            | 1.2                                                                                          | 2.5                                                                                          | 9.6                                                                                          |
| Độ ẩm tương đối trung bình (%)                                                               | 54                                                                                           | 54                                                                                           | 49                                                                                           | 48                                                                                           | 53                                                                                           | 64                                                                                           | 73                                                                                           | 75                                                                                           | 67                                                                                           | 62                                                                                           | 60                                                                                           | 56                                                                                           | 60                                                                                           |
| Số giờ nắng trung bình tháng                                                                 | 167.6                                                                                        | 175.9                                                                                        | 227.7                                                                                        | 243.8                                                                                        | 267.8                                                                                        | 233.9                                                                                        | 202.2                                                                                        | 203.3                                                                                        | 212.3                                                                                        | 199.8                                                                                        | 165.2                                                                                        | 160.9                                                                                        | 2.460,4                                                                                      |
| Phần trăm nắng có thể                                                                        | 55                                                                                           | 58                                                                                           | 61                                                                                           | 61                                                                                           | 60                                                                                           | 53                                                                                           | 45                                                                                           | 49                                                                                           | 58                                                                                           | 59                                                                                           | 55                                                                                           | 55                                                                                           | 56                                                                                           |
| Nguồn: China Meteorological Administration                                                   |                                                                                              |                                                                                              |                                                                                              |                                                                                              |                                                                                              |                                                                                              |                                                                                              |                                                                                              |                                                                                              |                                                                                              |                                                                                              |                                                                                              |                                                                                              |